# Kálidásza
Kálidásza (Kālidāsa, कालिदास; i. sz. 4–5. század) klasszikus indiai, szanszkrit nyelvű költő. Kálidászát tartják a legnagyobb szanszkrit nyelvű költőnek. Irodalmi művei, költeményei elsősorban a Védákon, a Mahábháratán és a Puránákon alapulnak. Életéről keveset tudunk, azt is csak a műveiből kikövetkeztetve. Műveinek pontos keletkezési dátuma bizonytalan, de annyi megállapítható, hogy valószínűleg a 4–5. században íródtak.

## Születési helye
Tudósok következtetései szerint Kálidásza a Himalája és Uddzsaín (ma már város) közelében, majd Kalinga történelmi régió körzetében élt. Ezt a hipotézist arra alapozzák, hogy Kálidásza részletes leírást ad a Himalájáról a Kumārasambhava című művében, kifejezi szeretetét Uddzsaín település iránt a Meghadūta című alkotásában és nagyon dicsérő leírásokat ad Kalinga uralkodójáról (név szerint Hemāngada), a Raghuvaṃśa című írásában.
Lakshmi Dhar Kalla (1891–1953) szanszkrit kutató könyvet írt The birth-place of Kalidasa (Kálidásza születési helye) (1926) címmel. Ebben megpróbálja behatárolni Kálidásza születési helyét a műveiben fellelhető adatok alapján. Arra a következtetésre jut, hogy Kálidásza nagy valószínűséggel Kasmír régióban született, majd később délebbre költözött, ahol a helyi uralkodók pártfogását kereste. A születés helyének alátámasztására az alábbi tények szolgáltak:
- Kasmíri növény- és állatvilág leírása (amik nem találhatók meg Uddzsaínban, sem Kalingában): Jóféle sáfrány, himalájai cédrus, kasmír pézsmaszarvas stb.
- Földrajzi formációk, amik Kasmírban gyakran előfordulnak, Indiában délebbre nem: Tengerszem, erdei tisztás.
- Kisebb jelentőségű helyek, amik Kalla szerint beazonosíthatók kasmíri helyekkel. Ezek a helyek Kasmíron kívül alig ismertek, tehát aki ismeri őket, az azon a területen él.
- Egyes kasmíri legendák, mint például a Nikumbha (a kasmíri Nilamata Purana nevű szöveg említi); Kasmír keletkezésének legendája, ami szerint egy tóból alakult ki (a Shakuntala nevű szöveg említi).

## Élete
Népi ismeretek szerint Kálidásza kezdetben műveletlen, oktalan ember volt, aki egy hercegnővel házasodott össze. A felesége nagyobb tudása kihívás volt számára, ezért a Puránákat kezdte tanulmányozni, és más indiai irodalmi műveket, és így később nagy költő vált belőle. 
Egy másik legenda szerint felkereste a Kumāradāsa nevű szanszkrit költőt és Srí Lanka uralkodóját (a szanszkrit Mahākāvya alkotója, ami más címen Jānakī-haraṇa, azaz „Jānakī elrablása” - „Jānakī” Sita, azaz Ráma feleségének másik neve). Azonban a látogatása alatt egy árulás következtében Kálidászát meggyilkolták.
Több ókori és középkori könyv szerint Kálidásza udvari költő volt Vikramaditya királynál. A legendák szerint Vikramaditya Uddzsaínban uralkodott az i. e. 1. században. A kutatók egy része úgy véli, hogy Vikramaditya nem volt valóságos, történelmi személy. 
Vannak azonban olyan királyok, akik Uddzsaínban uralkodtak és a Vikramaditya nevet viselték, közülük a legismertebb II. Csandragupta (uralkodott 380–415 között), és Yasodharman (6. század).
A legnépszerűbb elmélet szerint Kálidásza II. Csandragupta korszakában élte virágkorát, tehát a 4-5. század idején élt. Ez az elképzelés William Jones filológus és Arthur Berriedale Keith idejéről származik. Több indiai kutató, mint például Vasudev Vishnu Mirashi és Ram Gupta támogatják ezt a meghatározást. Az elmélet szerint Kálidásza élete Kumaragupta időszakáig terjedt (uralkodott 414–455 között), de lehetséges, hogy Skandagupta idejéig (uralkodott 455–467 között).
Az első paleográfiai bizonyíték Kálidászára vonatkozóan egy szanszkrit nyelvű feljegyzés 473-ból, ami egy Mandszaurban található naptemplomban látható. Ez néhány versszakból áll, ami a Meghaduta Purva, 66-ra emlékeztet, és a Ritusamhara V, 2-3-ra, bár Kálidásza nincs név szerint megemlítve.
Kálidásza neve megtalálható Bharavi (6. század) szanszkrit költő nevével együtt egy kőbe vésett felírásban, amit Ajholé település közelében találtak.

## A „több Kálidásza” elmélet
Több tudós, köztük M. Srinivasachariar és T. S. Narayana Sastri úgy gondolják, hogy a Kálidászának tulajdonított művek egy része mások munkája. A 8. és 9. század egyes írói azt sugallják, hogy három szerző is létezett, aki a „Kálidásza” nevet használta. Ezek a szerzők Devendra (a Kavi-Kalpa-Lata írója), Rajashekhara és Abhinanda.
Sastri az alábbi szerzőket és műveket sorolja fel:
1. Matrigupta, a Setu-Bandha szerzője és három színműé (Abhijñānaśākuntalam, Mālavikāgnimitram és Vikramōrvaśīyam).
2. Medharudra, a Kumārasambhava, a Meghadūta és a Raghuvaṃśa szerzője.
3. Kotijit: a Ṛtusaṃhāra, a Shyamala-Dandakam és a Srngaratilaka szerzője.

Sastri további hat további irodalmi szerzőt is felsorol, akik a „Kálidásza” néven ismertek lehettek:
Parimala Kalidasa, vagy Padmagupta (a Navasahasanka Charita szerzője), Kalidasa, vagy Yamakakavi (a Nalodaya szerzője), Nava Kalidasa (a Champu Bhagavata szerzője), Akbariya Kalidasa (számos samasya és mondóka szerzője), Kalidasa VIII (a Lambodara Prahasana szerzője) és Abhinava Kalidasa, vagy Madhava (a Sankshepa-Sankara-Vijayam szerzője).
K. Krishnamoorthy megemlíti, hogy a „Vikramaditya” és a „Kalidasa” neveket általánosságban mint főneveket használták „támogató főúr” és „udvari költő” értelemben.

## Művei

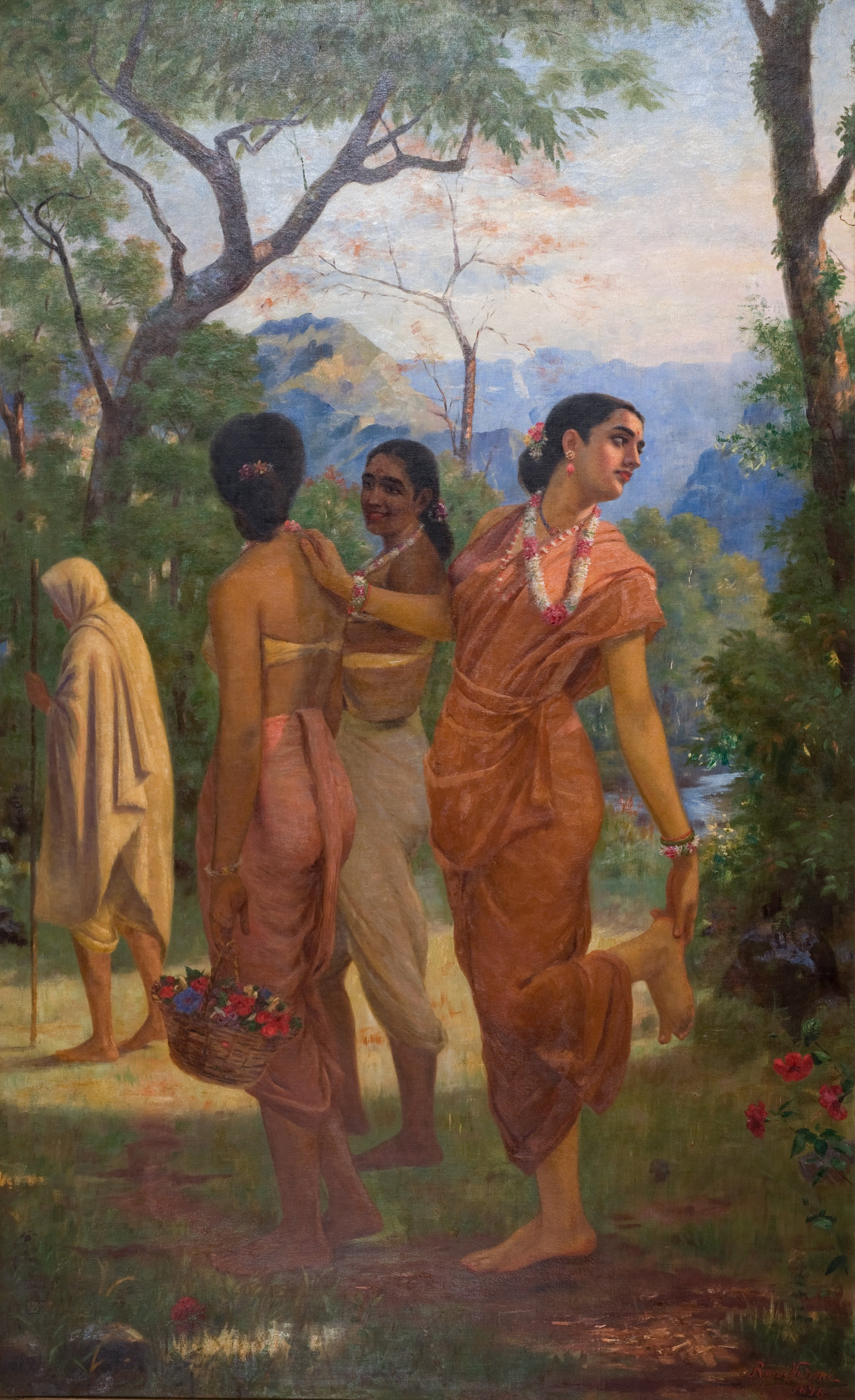
Sakuntala megáll, hogy távozóban visszanézzen Dusjanta felé (1848–1906)

Kálidászának három színpadi művet tulajdonítanak. Köztük az Abhijñānaśākuntalam mesterműnek számít. Az első szanszkrit munkák egyike volt, amit angol nyelvre fordítottak (azóta sok más nyelvre lefordították).
- Mālavikāgnimitram („Mālavikā és Agnimitra”) egy történetet mond el Agnimitra királyról, aki beleszeret egy száműzetésben élő szolgálólány, Mālavikā képébe. Amikor ez a királynő tudomására jut, az nagyon dühös lesz, és Mālavikā börtönbe kerül. Azonban kiderül, hogy Mālavikā valójában egy született hercegnő, így ez legitimizálja a kettejük közötti kapcsolatot.
- Abhijñānaśākuntalam egy történetet mond el Dusjanta királyról, aki vadászat közben találkozik egy Sakuntalā nevű lánnyal, aki egy bölcs férfi fogadott leánya, és később feleségül veszi. Sakuntalā, gyermekükkel terhesen nem szándékosan megsért egy látogatóba érkezett bölcs embert, ami egy átokhoz vezet, aminek következtében Dusjanta király teljesen elfelejti őt, amíg meg nem látja a gyűrűt, amit Sakuntalā tőle kapott. A Dusjanta király udvarába való utazás közben (Sakuntalā már előrehaladott állapotos) Sakuntalā elveszíti a gyűrűt, így mint ismeretlennek, el kell távoznia. A gyűrűt egy halász találja meg, felismeri a királyi jelzést rajta, és visszajuttatja Dusjanta királyhoz. Dusjanta visszanyeri az emlékezetét és elindul, hogy megkeresse Sakuntalāt.

Goethe el volt bűvölve az Abhijñānaśākuntalam történetétől, ami azután, hogy lefordították német és angol nyelvre, ismertté vált Európa számára. 
- Vikramōrvaśīyam („Vikrama és Urvasi”) egy történetet mond el a halandó Pururavasz királyról és egy Urvasi nevű égi nimfáról, akivel szerelembe esik. Mint halhatatlan, Urvasi visszatér a mennyországba, ahol egy szerencsétlen baleset következtében halandóként vissza kell térnie a Földre azzal az átokkal, hogy abban a pillanatban meghal, amint szerelme megpillantja közös gyermeküket. Több szerencsétlen eset után (amik közben Urvasi szőlőtőkévé változik), az átok megszűnik, és a szerelmesek együtt maradhatnak a Földön.

## Magyarul
- Sakuntala. Hindu dráma; ford. Fiók Károly; Kisfaludy-Társaság, Bp., 1887
- Urvaszi. Dráma; ford. Pitroff Pál; s.n., Győr–Bp., 1914
- A király és a bajadér. Málaviká és Agnimitra. Vígjáték; ford. Schmidt József; Kner, Gyoma, 1922 (Monumenta literarum)
- A felhő-hírnök; műford. Tellér Gyula, prózaford., utószó, jegyz. M. Tóth Edit; Európa, Bp., 1959
- Kálidásza válogatott művei; nyersford., bev., jegyz. Vekerdi József, ford. Rab Zsuzsa et al.; Európa, Bp., 1961 (A világirodalom klasszikusai)

## Emlékezete
Róla nevezték el a Kálidásza-díjat.

## Fordítás
- Ez a szócikk részben vagy egészben  a   Kālidāsa című angol Wikipédia-szócikk fordításán alapul.  Az eredeti cikk szerkesztőit annak laptörténete sorolja fel. Ez a jelzés csupán a megfogalmazás eredetét és a szerzői jogokat jelzi, nem szolgál a cikkben szereplő információk forrásmegjelöléseként.